# اولروم
اولروم (به هلندی: Ulrum) یک منطقهٔ مسکونی در هلند است که در خرونینگن واقع شده‌است.